# Monteroduni
Monteroduni è un comune italiano di 2 117 abitanti della provincia di Isernia in Molise. Situato su un colle a circa 460 metri spicca per il suo Castello Pignatelli. Nel corso degli ultimi decenni si è sviluppato nella valle sottostante. È situato a metà strada tra Isernia e Venafro e a pochi chilometri dal nucleo industriale di Pozzilli-Venafro. È uno dei quattro comuni molisani, insieme a Roccamandolfi, Longano e Castelpizzuto, a rientrare per intero nel Parco Nazionale del Matese. 

## Origini del nome
Il nome del paese deriva dall'antico nome del Volturno, Olotronus.

## Storia
Monteroduni è un paese di origine antichissime, sicuramente coinvolto nelle guerre sannitiche a causa della sua posizione di passaggio. Reperti archeologici rinvenuti nelle vicinanze mostrano la presenza di un villaggio italico denominato Campo Sacco, oppure in latino Rotae, presso l'attuale contrada Paradiso.
Fu saccheggiato dai vandali nel 456, durante la marcia contro Isernia.

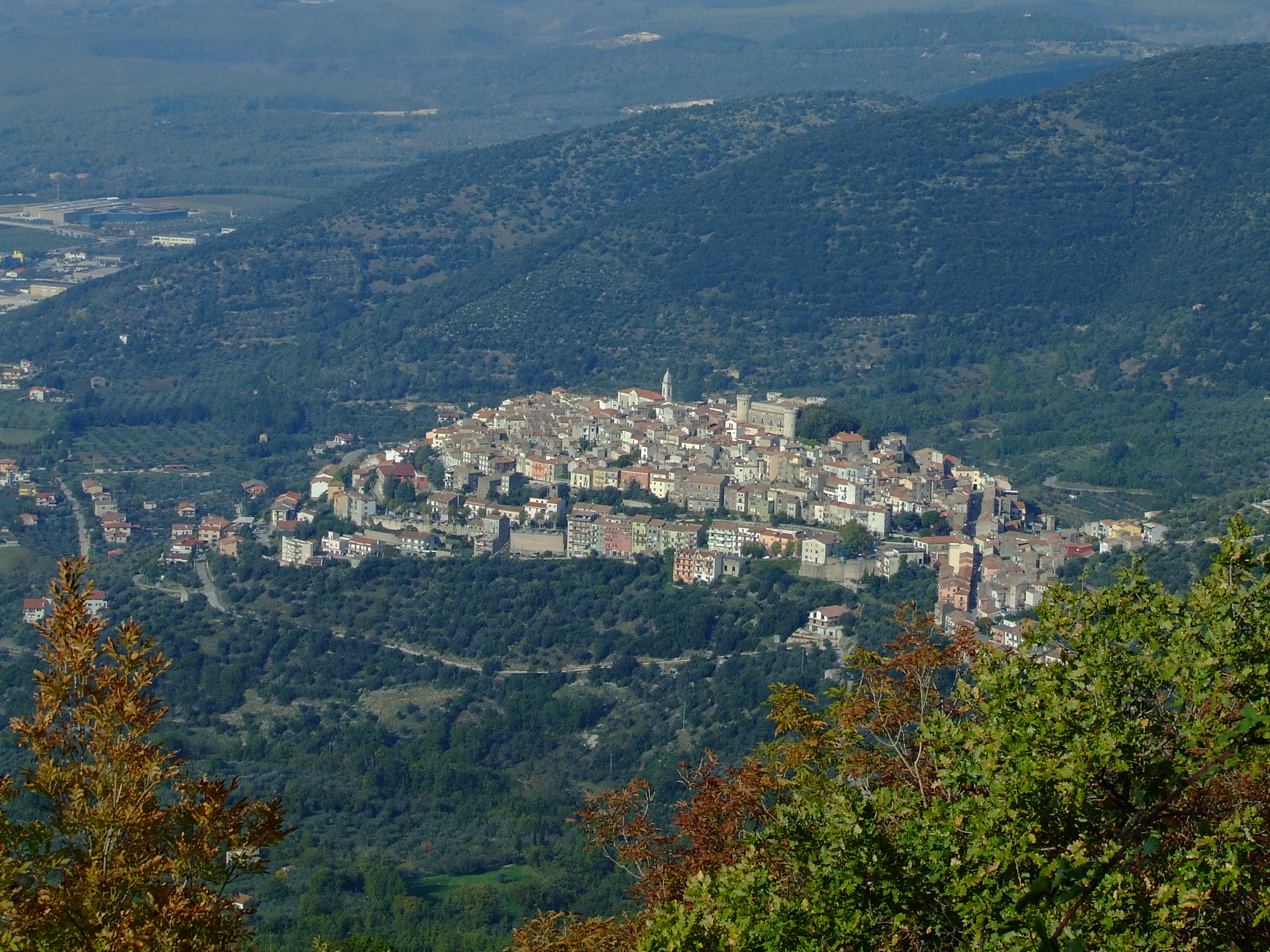
Veduta di Monteroduni

Nel VI secolo fu conquistata dai Longobardi, i quali costruirono sopra un'altura la torre di controllo, che poi diventerà il castello nel IX secolo circa. Nel 1193 il paese fu distrutto durante le varie guerre dei signori locali contro i Normanni, e poi contro gli Svevi. La gente viveva in condizioni precarie per mancanza di condutture per l'acqua. In mancanza di rete idrica, fino al Settecento la popolazione visse grazie alle cisterne di acqua piovana.
Nel XIII secolo a Monteroduni si stabilirono i principi Pignatelli presso il castello, originari della Campania. La famiglia detenne il potere fino al 1806, senza interruzione, adottando il sistema feudale.
Dopo l'abolizione del feudalesimo, Monteroduni divenne municipio, anche se i primi lavori della nuova borghesia furono quelli di ricostruire il paese danneggiato dal forte terremoto del 1805. Nel 1934 fu costruito il primo vero acquedotto di città, e nel 1938 arrivò l'illuminazione elettrica, perché fino ad allora dal 1883 si usava la lampada ad olio. 
Negli anni della seconda guerra mondiale, tra il 1940 e il 1943, Monteroduni fu uno dei comuni del Molise destinati dalle autorità fasciste ad accogliere profughi ebrei in internamento civile. Con l'arrivo dell'esercito alleato nel settembre 1943, i 6 internati riuscirono tutti a raggiungere i territori liberati del Sud Italia.
Nel 1950 fu ripristinata la ferrovia Vairano-Isernia, che già esisteva dal 1894, attraversando Monteroduni, ma danneggiata nel corso della seconda guerra mondiale. Dal 1970 Monteroduni è compresa nella provincia di Isernia, staccandosi da Campobasso.

### Simboli
Lo stemma e il gonfalone sono stati concessi con DPR del 27 novembre 1992.
Lo stemma rappresenta tre colli d'oro in campo rosso sormontati da una stella d'argento a sei raggi.
Il gonfalone è un drappo di giallo.

## Monumenti e luoghi d'interesse

### Castello dei Pignatelli
Monumento principale del paese, è il Castello Pignatelli, risalente forse all'VIII secolo, quando i Longobardi eressero un piccolo fortino, con la cappella di San Michele, loro patrono, oggi parrocchiale del paese. Documenti che citano il feudo risalgono ad Enrico VI, quando Bertoldo di Kunsberg alla testa di soldati tedeschi e fiorentini, assalì il castello nel 1193, posseduto da Tancredi. Nella Cronaca di Riccardo da San Germano, il castello è descritto come uno dei più fortificati della zona del Matese. Dall'esame dell'impianto murario si può ritenere che il nucleo più antico della rocca corrisponda al complesso di costruzioni che sovrastano la cosiddetta "porta falsa", dove ancora si trovano segni di una torre quadrata, sicuramente di epoca anteriore alla dominazione angioina. La torre era collegata a delle case di legno, e alla cinta muraria del borgo, di cui sono visibili resti presso la cinta di recinzione del giardino interno.
Il castello fu modificato nel XIV secolo durante il governo degli Angiò, dotato di torri di controllo angolari, piccoli baluardi e feritoie, aggiunte dopo il 1503, quando Monteroduni passò a Ludovico d'Afflitto, i cui familiari lo tennero sino al 1668 quando, cessata la funzione difensiva, e stabilita la pianta quadrata del maniero con le torri angolari, il castello passò ai Pignatelli, che lo trasformarono in residenza gentilizia, costruirono nel Settecento il grande salone col soffitto ligneo dipinto da 190 tavole di querciolo, oggi riportato all'antico splendore dal restauro. L'esterno, benché di carattere medievale, è frutto di un corposo rifacimento ottocentesco, in quel periodo in cui andava di moda il revival neogotico, di interesse i portali in breccia rossa del Matese, la cui esecuzione risale al XVIII secolo, forse vennero assunti i fratelli romani Geremia e Domenico Ferretti, i quali realizzarono anche il battistero di San Michele.
Lo scalone monumentale è del XVI secolo, del 1752 è la grande tavola lapidea con la pandetta dei pedaggi che si pagavano per passare la Lorda, murata nel 1890 all'ingresso del giardino, dopo il portale con il grande stemma dei Pignatelli. All'esterno, si ha una decorazione della sommità dei quattro lati da merlature pseudo quattrocentesche, così anche le quattro torri circolari, decorate anche da beccatelli allo stile aragonese. Il castello dal 1064 al 1268 fu dei Conti di Molise, poi sotto gli Angiò sino al 1278 andò ad Eustachio d'Ardicourt, nel 1281 fu feudo del Marchese d'Evoli, dei conti di Trivento, nel 1326 passò ai De Sus, nel 133 fu direttamente possedimento di re Roberto d'Angiò, e della regina Sancia, poi fu conteso dai d'Evoli e i Trinci, nel 1441 passò ai Gaetani e agli Afflitto, sino ai Pignatelli, quando nel primo Novecento lo cedettero al Comune, ch vi trasferì gli uffici, rendendo tuttavia il castello fruibile al pubblico.

### Chiesa madre di San Michele Arcangelo
Risalirebbe all'VIII-IX secolo, tuttavia l'aspetto attuale è frutto di una ricostruzione totale dell'antica chiesa, completata nel 1882, dopo la distruzione del terremoto di Sant'Anna del 26 luglio 1805. Dall'archivio diocesano del 1703, si può leggere la storia della chiesa, posta sul Piano Sant'Angelo in corrispondenza col castello, di cui era la cappella: ha l'aspetto neogotico e neoclassico, si accede da una scaletta di 6 gradini, la cupola sviluppata in altezza di 7 metri, in larghezza 3, 75, la chiesa era alta 7,50 metri prima della distruzione, larga 10 e lunga 33 metri, divisa in tre navate delimitate da 6 pilastri, con 9 altari, tra cui il capo altare di Sant'Angelo, sotto la cupola c'era il battistero con la vascadivisa in due parti, una per l'acqua e l'altra per il sacrario.
Il campanile era alto 17 metri, dotato di 3 campane. Danneggiata dal sisma del 1805 verificatosi nel Matese, un nuovo terremoto verificatosi nel distretto di Isernia il 6 giugno 1882 distrusse completamente la chiesa, che venne rifatta daccapo, mentre la parrocchia veniva trasferita nella cappella di San Biagio. Il progetto fu presentato nel 1888, ma per mancanza di soldi, i lavori iniziarono nel 1895, con demolizione dei muri rimanenti, della torre campanaria, la costruzione delle fondamenta, senza spianare la collina leggermente rialzata sopra la piazza. Il campanile venne completato nel 1900, l'impianto basilicale a croce latina già una decina di anni prima era pronto, e nel primo Novecento si aggiunsero altri interventi, come la fusione delle campane dalla Fonderia Marinelli di Agnone (1904), nel 1921 venne costruita la scala circolare in pietra lavorata, nel 1955 fu completato il pavimento in marmo, e ricavata una piccola cripta. L'interno si presenta a navata unica, scandito da paraste e cappelle, e l'altare separato da un grande arco trionfale ogivale, e due laterali, al centro una grande tela della Crocifissione.

### Altre chiese
- Chiesa dei Santi Biagio e Nicola: non si hanno notizie certe sulla chiesa, anche se è già citata come cappella sotto il governo degli Angioini. Fu rifatta varie volte, dopo il terremoto del 1805 e dopo quello del 1882. Nel 1930 la cupola fu rifatta perché colpita da un fulmine, nel 1943 venne quasi interamente da un attacco tedesco. La facciata in pietra a vista accoglie il bel portale con frontone spezzato, di stile settecentesco. Affiancata da un alto campanile in pietra, la chiesa mostra sul retro un'abside ottagonale che contiene anche la cupola superiore cilindrica. Di origine settecentesca è il colonnato ad archi che sorregge il coro, un altare ligneo originale e gli altari laterali in pietra con i marmi policromi
- Chiesa di Sant'Eusanio: sorge su Colle Lucito, citata con certezza nel XVIII secolo. Dopo l'abbandono della cappella, la nuova venne costruita su Colle del Varco, dissestata dal terremoto del 1805, il vescovo Gennaro Saladino volle restaurarla. Nel 1867-68 dei soldati piemontesi occuparono la chiesa, divenendo presidio militare per controllare gli attacchi dei briganti, durante il 1943-44 subì dei danni, e i lavori di rifacimento furono affidati a Pasquale Guglielmi da Monteroduni, la chiesa tornò a splendere nel 1960, usata per le feste dell'8 e 9 luglio. La campana del campanile proviene dalla demolita chiesa di San Rocco.
- Chiesa di Santa Maria del Piano[8]

## Società

### Evoluzione demografica
Abitanti censiti

## Cultura
Dal 1991, ogni estate viene organizzato un Festival Jazz, intitolato al chitarrista Eddie Lang, nome d'arte di Salvatore Massaro, i cui genitori emigrarono dal paese. L'Eddie Lang Jazz Festival richiama artisti di fama mondiale e pubblico da tutta Italia.

## Economia

### Artigianato
Tra le attività più tradizionali vi sono quelle artigianali, che pur non essendo diffuse come nel passato non sono del tutto scomparse, e si distinguono per la lavorazione del legno, ad intaglio, a mosaico, o per la realizzazione di mobili e di altri oggetti.

## Sport

### Calcio
La principale squadra di calcio della città è l'A.p.d. Monteroduni che milita nel girone A molisano di Prima Categoria. È nata nel 2011.

## Amministrazione
| Periodo        | Periodo        | Primo cittadino   | Partito                 | Carica      | Note   |
| -------------- | -------------- | ----------------- | ----------------------- | ----------- | ------ |
| 23 aprile 1995 | 13 giugno 1999 | Angelo Iannarelli | lista civica            | Sindaco     |        |
| 13 giugno 1999 | 7 giugno 2009  | Carmine Gonnella  | lista civica            | Sindaco     |        |
| 7 giugno 2009  | 20 luglio 2020 | Custode Russo     | Progetto paese          | Sindaco     | [ 11 ] |
| 20 luglio 2020 | 4 ottobre 2021 | Giuseppina Ferri  |                         | Comm. pref. |        |
| 5 ottobre 2021 | in carica      | Nicola Altobelli  | Il coraggio di cambiare | Sindaco     |        |

## Galleria d'immagini

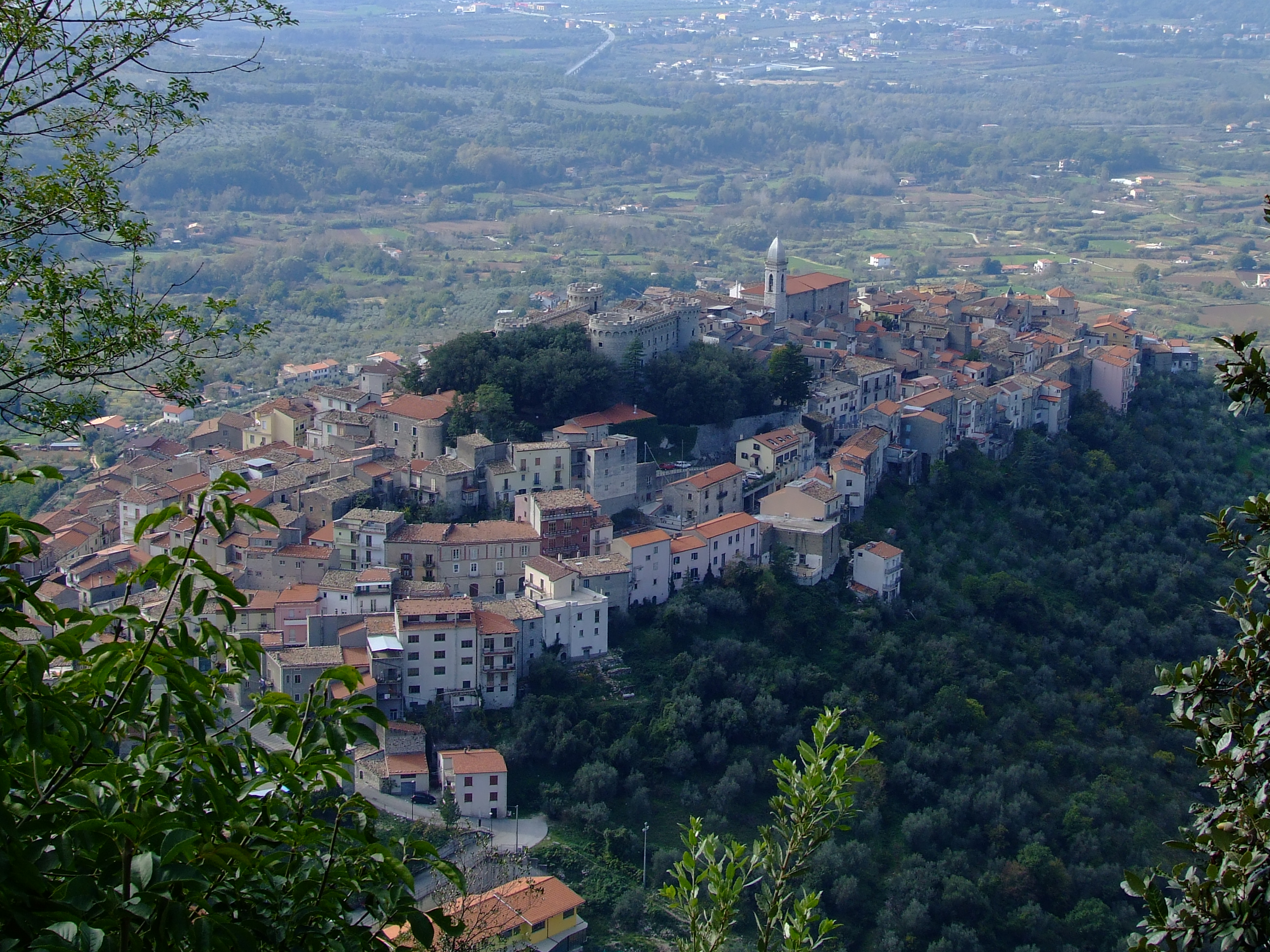
Vista lato sud-est del paese
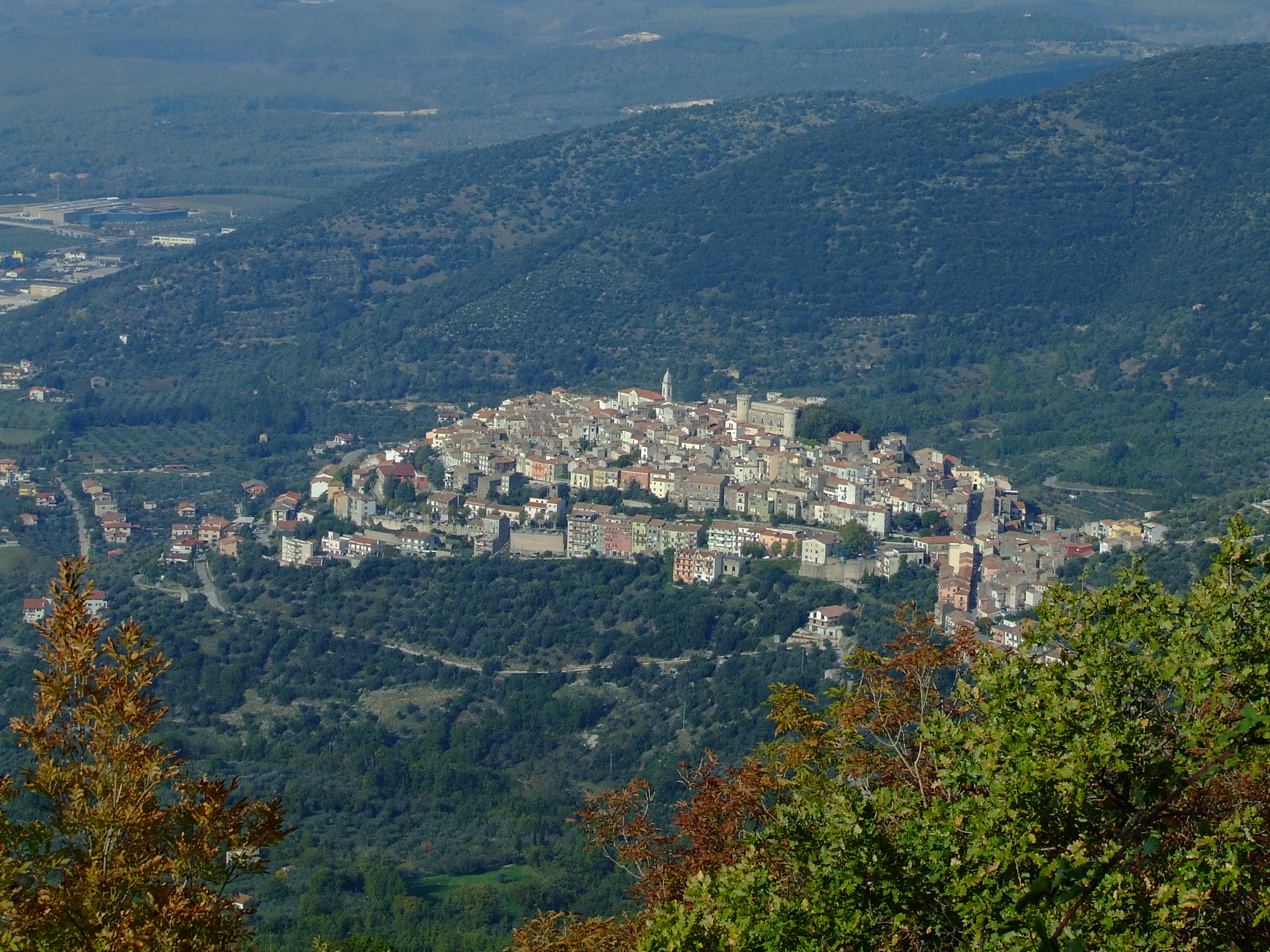
Vista lato sud-ovest del paese
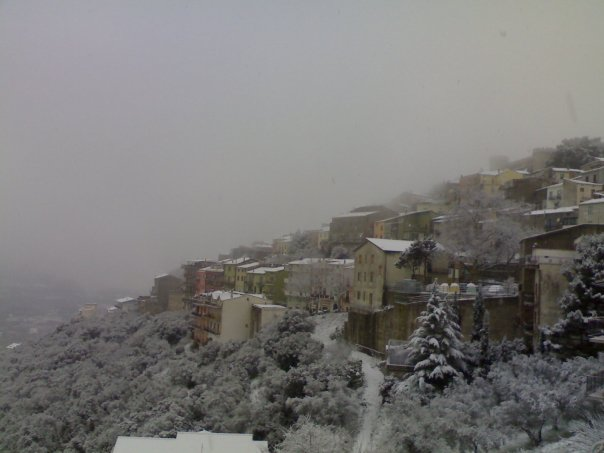
Monteroduni sotto la neve
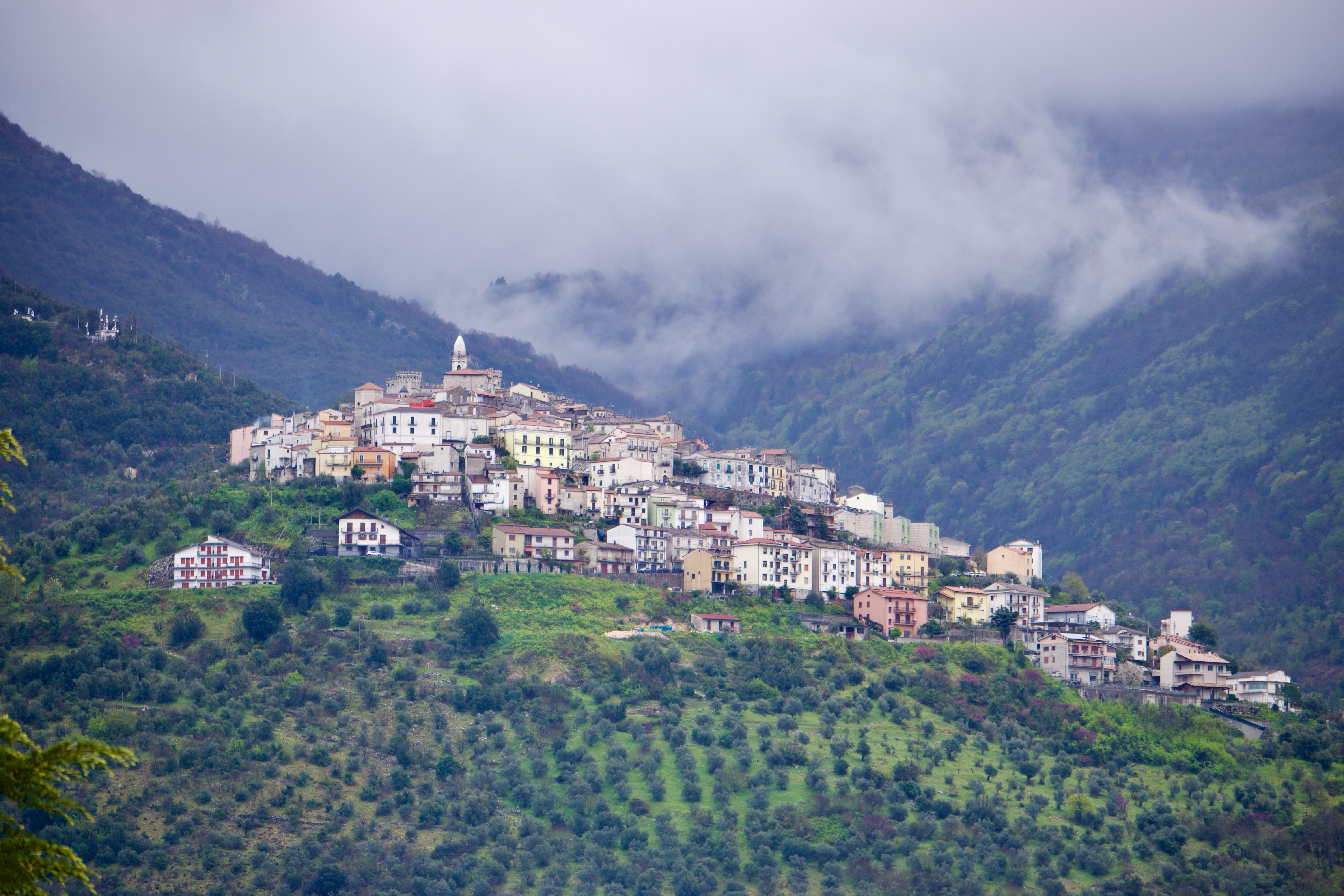
Vista lato nord-ovest del paese